# ライオンのおやつ
『ライオンのおやつ』は、小川糸による日本の小説。2019年10月10日にポプラ社から刊行された。第17回（2020年度）本屋大賞 第2位を受賞。

## 概要
ひとり暮らしをしていた海野雫は医師から余命宣告を受ける。最後の日々を過ごす場所として瀬戸内の海が見えるホスピス「ライオンの家」を選んだ雫と仲間たちの命の輝き、出会いの素晴らしさを描いた物語。
ライオンの家では、毎週日曜日の午後3時から、入居者が生きているうちにもう一度食べたい思い出のおやつをリクエストできる「おやつの時間」があり、希望者は希望するおやつとそれにまつわるエピソードなどを紙に記入して専用BOXへ投函する。採用はマドンナによるくじ引きで、当日まで当選者には知らされない。

## 登場人物
海野雫
医師から余命宣告を受けた女性。人生最後の日々を瀬戸内の島にあるホスピス「ライオンの家」で過ごすことを決める。
雫の父
雫が中学卒業まで同居していた。
マドンナ
ホスピス「ライオンの家」の代表者。看護師とカウンセラーの資格を持つ。
狩野シマ
かの姉妹の姉、ライオンの家の食事担当で主にご飯の主導権を握っている。
狩野舞
かの姉妹の妹、ライオンの家の食事担当で主におやつの主導権を握っている。
田陽地（タヒチ）
ライオンの家の近くで農作業をする青年。母親をがんで亡くしている。
カモメちゃん
ボランティアで音楽セラピーしにライオンの家に来る。
粟鳥洲友彦（アワトリストモヒコ）
ライオンの家入居者で、雫の隣の部屋。
マスター
ライオンの家入居者で、元カフェオーナー。
先生
ライオンの家入居者で、著名な作詞家。
もも太郎
ライオンの家入居者。
六花
かつての入居者が連れてきたペットの白い犬。飼い主亡き後もみんなで世話している。

## 書誌情報
- 小川糸 『ライオンのおやつ』 ポプラ社、2019年10月10日発売、ISBN 978-4-591-16002-2[1]

## テレビドラマ
2021年6月27日から8月15日までNHK BSプレミアム「プレミアムドラマ」で毎週日曜 22時00分 - 22時49分に放送された。全8回。主演は土村芳。

### キャスト

#### 主要人物
海野雫
演 - 土村芳
余命宣告を受け、瀬戸内の美しい島にあるホスピス「ライオンの家」で過ごす。
マドンナ
演 - 鈴木京香
ホスピス「ライオンの家」代表。
田陽地
演 - 竜星涼
島で明日葉の栽培に汗を流す青年。
粟鳥洲友彦
演 - 和田正人
「ライオンの家」の入居者。
狩野シマ
演 - かとうかず子
「ライオンの家」の食事担当スタッフ。舞の姉。
狩野舞
演 - 濱田マリ
「ライオンの家」の食事担当スタッフ。シマの妹。
シスター
演 - 梅沢昌代
「ライオンの家」の入居者。認知症を患っている。
ヘルパーさん
演 ‐ 伊藤修子
シスターに雇われている。
ドクター
演 ‐ 竹井亮介
シマと舞の母
演 - 林田麻里
マスター
演 - モロ師岡
「ライオンの家」の入居者。元カフェオーナー（脱サラ組）。
真下香織
演 ‐ 高谷智子
マスターの奥さん。
真下直弥
演 ‐ 萩原利久
マスターの息子。大学4年生で就活中。
タケオさん
演 - 綾田俊樹
「ライオンの家」の入居者。最も長く入居している。台湾生まれ。
ももちゃん（もも太郎）
演 - 渋谷南那
「ライオンの家」の入居者。幼い女の子。
千春さん
演 - 星野真里
ももちゃんのお母さん。
一輝くん
演 - 浅川大治
ももちゃんの兄。
先生（阿久津英司）
演 - 三浦浩一（若い頃：松大航也）
「ライオンの家」の入居者。作詞家。
阿久津洋子
演 ‐ 根岸季衣（若い頃：菅野莉央）
先生の奥さん。
カモメちゃん
演 - 蔵下穂波
「ライオンの家」のスタッフ。
シンちゃん
演 - 名村辰
「ライオンの家」のスタッフ。シスターから好かれている。
純さん
演 - 柳生みゆ
田陽地とともに働く女性。
粟鳥洲さんの父
演 - 堀内正美
粟鳥洲さんの母
演 - 藤田弓子
海野珠美
演 ‐ 佐津川愛美
雫の実母。
坂口早苗
演 - 西田尚美
弘人の妻。
坂口弘人
演 - 石丸幹二
雫の育ての親。
坂口梢
演 - 新井美羽
弘人と早苗の娘。
夏子さん
演 - 田中麗奈

### スタッフ
- 原作 - 小川糸 『ライオンのおやつ』（ポプラ社）
- 脚本 - 本田隆朗
- 脚本監修 - 岡田惠和
- 音楽 - 遠藤浩二
- 制作統括 - 谷口卓敬（NHK）、熊谷理恵（大映テレビ）
- 演出 - 永田琴、進藤丈広

### 放送日程
| 話数   | 放送日  | サブタイトル                                           | 演出 |
| ------ | ------- | ------------------------------------------------------ | ---- |
| 第1話  | 6月27日 | 小川糸さん原作。いま、生きることが愛しい。感動の物語。 |      |
| 第2話  | 7月04日 | 小川糸さん原作。誰の人生にも、輝きがあった。           |      |
| 第3話  | 7月11日 | 幼い友の旅立ち。小さな奇跡が、そこにあった。           |      |
| 第4話  | 7月18日 | あなたと家族で良かった。雫は一歩を踏み出す！           |      |
| 第5話  | 7月25日 | どんな終止符で人生を飾ろうか？答えを出そう。           |      |
| 第6話  | 8月01日 | 小川糸さん原作。私たちは、最後まで仲間。               |      |
| 第7話  | 8月08日 | 誰もが宝物を手にできる。ドラマは最終章へ。             |      |
| 最終話 | 8月15日 | 最終回。人生は、私への贈り物でした。                   |      |

| NHK BSプレミアム プレミアムドラマ             | NHK BSプレミアム プレミアムドラマ            | NHK BSプレミアム プレミアムドラマ     |
| 前番組                                        | 番組名                                       | 次番組                                |
| --------------------------------------------- | -------------------------------------------- | ------------------------------------- |
| やっぱりおしい刑事 （2021年3月7日 - 4月25日） | ライオンのおやつ （2021年6月27日 - 8月15日） | 白い濁流 （2021年8月22日 - 10月10日） |